# 国王の音楽師範
国王の音楽師範（こくおうのおんがくしはん、Master of the King's Music、他の日本語訳に英国王室楽長）は、英国王室内の役職の一つ。女王の在位中は女王の音楽師範（Master of the Queen's Music）の名称が用いられる。
クラシック音楽の作曲家に与えられ、桂冠詩人のそれにおおむね相当する。明確には職務について述べられないものの、この職に任命された者には、王室の重要な行事、たとえば記念祭、結婚、葬式、それに伴う儀式などを記念する音楽を作曲することが求められている。
この称号は1626年にチャールズ1世によって作られた。その時はMaster of the King's Musickという綴りで（この綴りはマルコム・ウィリアムソンの任命まで使われた）、最初に国王の音楽師範に任命されたのはニコラス・ラニエーだった。その時には、王室の私的な楽団の管理も任され、それは、楽団が解散する1901年まで続けられた。
2004年3月に女王エリザベス2世の音楽師範に就任したサー・ピーター・マックスウェル・デイヴィスは10年間の任期だが、それ以前は終身だった。
国王の音楽師範/女王の音楽師範にはこれまで以下の人々が就任している（括弧内の年は任期）。
- ニコラス・ラニエー（en:Nicholas Lanier, 1625年 - 1649年、1660年 - 1666年）
- ルイス・グラビュ（en:Louis Grabu, 1666年 - 1674年）
- Nicholas Staggins（en:Nicholas Staggins, 1674年 - 1700年）
- ジョン・エックルス（en:John Eccles (composer), 1700年 - 1735年）
- モーリス・グリーン（1735年 - 1755年）
- ウィリアム・ボイス（1755年 - 1779年）
- ジョン・スタンリー（1779年 - 1786年）
- ウィリアム・パーソンズ（William Parsons, 1786年 - 1817年）
- ウィリアム・シールド（en:William Shield, 1817年 - 1829年）
- クリスチャン・クレイマー（Christian Kramer, 1829年 - 1834年）
- フランツ・クラーマー（Franz Cramer, 1834年 - 1848年）
- ジョージ・フレデリック・アンダーソン（George Frederick Anderson, 1848年 - 1870年）
- Sir William George Cusins（en:William George Cusins, 1870年 - 1893年）
- サー・ウォルター・パラット教授 KCVO（en:Walter Parratt, 1893年 - 1924年）
- サー・エドワード・エルガー准男爵 OM GCVO（ 1924年 - 1934年）
- サー・ウォルフォード・デーヴィス KCVO OBE（en:Walford Davies, 1934年 - 1941年）
- サー・アーノルド・バックス KCVO（1942年 - 1952年）
- サー・アーサー・ブリス CH KCVO（1953年 - 1975年）
- マルコム・ウィリアムソン CBE AO（1975年 - 2003年）
- サー・ピーター・マックスウェル・デイヴィス CH CBE（en:Peter Maxwell Davies, 2004年 - 2014年）
- ジュディス・ウィアー（英語版） CBE

## 文献
- Cudworth, Charles.  “Masters of the Musick” The Musical Times, Vol. 107, No. 1482 (Aug., 1966), pp. 676–677.
- Duck, Leonard.  “Masters of the Sovereign's Music” The Musical Times, Vol. 94, No. 1324 (Jun., 1953), pp. 255–258.
- Roper, E. Stanley. "Music at the English Chapels Royal c. 1135, Present Day" Proceedings of the Musical Association, 54th Sess., (1927–1928), pp. 19–33.